# Maravalalu, Arkalgud
Maravalalu là một làng thuộc tehsil Arkalgud, huyện Hassan, bang Karnataka, Ấn Độ.